# Isopogon asper
Isopogon asper är en tvåhjärtbladig växtart som beskrevs av Robert Brown. Isopogon asper ingår i släktet Isopogon och familjen Proteaceae. Inga underarter finns listade i Catalogue of Life.